# 中野消防署 (中野市)
中野消防署（なかのしょうぼうしょ）は、長野県中野市にある岳南広域消防本部に所属する消防署。

## 概要
岳南広域消防本部の消防本部本庁舎に併設された消防署である。支所や出張所は設けられていない。

### 消防署庁舎
- 海抜 337m
- 鉄筋 コンクリート2階建て
- 竣工 1995年11月24日

## 所在地
- 長野県中野市大字江部1324番地2
- アクセス：長野電鉄長野線信州中野駅

## 配備車両
- 消防車：2台
- 化学車：1台
- 救助工作車：1台
- 救急車：3台
- 指揮隊車：1台
- 広報車：2台
- 人員輸送車：1台

## 参考
1. ↑  http://gakunan.net/topic/shoboshonogoannai.html